# Luis Matte
Luis Matte Larraín (Santiago, 28 de junio de 1891-Ibíd, 21 de agosto de 1936) fue un ingeniero civil, empresario y político chileno, miembro del Partido Liberal (PL). Se desempeñó como ministro de Agricultura y de Fomento de su país, durante el primer gobierno de Carlos Ibáñez del Campo entre agosto de 1930 y abril de 1931.

## Familia y estudios
Nació en Santiago de Chile el 28 de junio de 1891, siendo el tercero de los once hijos del matrimonio conformado por el empresario Domingo Matte Pérez y Javiera Larraín Bulnes, quien fuera nieta de Manuel Bulnes y bisnieta del Francisco Antonio Pinto, ambos militares y políticos que ejercieron como presidentes de la República. Sus hermanos fueron María, Rosa Enriqueta, Blanca Marta, Blanca Raquel, Ana, Raúl, Domingo, Arturo y Benjamín, estos últimos también se desempeñaron como ministros de Estado.
Se casó con Elvira Valdés Freire, bisnieta del militar y político Ramón Freire, quien fuera director supremo y luego presidente provisional de la República. Con su cónyuge tuvo tres hijos: Mónica, Elvira y Luis. Este último, fue ministro de Vivienda y Urbanismo durante el gobierno del presidente Salvador Allende.

## Carrera profesional
En 1920, junto a su hermano Arturo Matte, fue fundador de la Compañía Manufacturera de Papeles y Cartones (CMPC). Asimismo, fue pionero de las plantaciones forestales en el fundo de San Miguel en la comuna de Chillán, en 1933.
En 1940, dicha compañía fundó el Club de Deportes Luis Matte Larraín, cuya rama de fútbol jugó por varias temporadas en la Tercera y Cuarta División nacional.

## Carrera política
Militante del Partido Liberal (PL), el 28 de agosto de 1930, fue nombrado por el presidente Carlos Ibáñez del Campo como biministro de Estado en las carteras de Agricultura y de Fomento, ocupando ambos cargos hasta el 28 de abril de 1931. Fue sucedido interinamente por el ministro de Propiedad Austral Edecio Torreblanca White, quien entre los días 1 y 20 de diciembre de 1930 lo había subrogado en ambas reparticiones.
Falleció en Santiago el 21 de agosto de 1936, a los 45 años. A modo de homenaje, los empleados y obreros de la CMPC de Puente Alto, acordaron la erección de un monumento de bronce a su memoria, el cual fue instaurado en la entrada de dicha fábrica papelera. Además, una calle en esa comuna y en la de Santiago, llevan su nombre.